# Babcsán Gábor
Babcsán Gábor (Balassagyarmat, 1960. június 3. –) magyar extrém hegymászó, oktató és szakíró, aki térképész végzettséggel is rendelkezik.

## A hegymászásban elért eredményei
1976-ban kezdett el hegyet mászni. Az 1980-as években a Hegymászó Válogatott tagja volt. 1987-ben a Magyar Hegymászó és Sportmászó Szövetség a tiszteletbeli tagjává választotta. Egyik szerzője a Magyarország Szikláin kalauznak. A Függőleges Birodalom című könyve 2003-ban, az Égig érő fal 2013-ban jelent meg.
Az sportmászásban az elsők között volt Magyarországon, aki elérte a tizedik fokozatot (Fekete Mágia, 1990 és Nagydoktori, 10+, 1993). Mászott nehéz utakat kötélbiztosítás nélkül (Utópia, 9+) és szólóban, kötélbiztosítással az Alpokban (Rax, Fantasztikus Fantázia, 8+).
Eddig közel 20 expedíción vett részt. Ezek közül a legnehezebb mászásai voltak 1989-ben egy új út a Kedardome (6900 m) keleti falán (1200 m, 7, A2) és 2001-ben a Patagóniában a Cerro Mascara nyitott új útja a Fragile Faces (800 m, 8, A4). 2010-ben az osztrák Hochschwab -hegységben egy nagyon nehéz új utat mászott, ez a 12 kötélhosszas, nagyrészt nyolcas-kilences nehézségű Stájer Álom.
2014. január 6-án a 4bakancs.com hegymászó szakportál internetes szavazásán »Az év hegymászója« díjat kapott alpesi mászás kategóriában.
- http://4bakancs.com/mhsz13